# Annunciatiediptiek (Jan van Eyck)
De Annunciatiediptiek is een diptiek met als onderwerp de annunciatie, in olieverf op paneel (eikenhout) van de hand van Jan van Eyck. Het werk is geschilderd in grisaille met op het linker paneel (38,8 x 23,2 cm) de aartsengel Gabriël en op het rechter paneel (39 x 24 cm) de Heilige Maagd Maria, biddend uit een boek, met linksboven haar de Heilige Geest in de vorm van een duif. De figuren zijn als het ware geplaatst voor een stenen nis op een stenen sokkel. Ze werpen hun schaduw op de linkerzijde van de nis en weerspiegelen in het zwarte marmer aan de achterzijde van de nis. Het werk is een perfecte illustratie van de trompe-l'oeil-techniek.
Delen van het gesprek tussen Gabriël en Maria, uit het evangelie volgens Lucas (1:28-38), zijn in de bovenste balk van de nissen gebeiteld, links: “AVE · GRA · PLENA · DNS · TECV · BNDCA · TV · I · MULIEIB” (ave gratia plena Dominus tecum benedicta tu in mulieribus) luc. 1:28, en rechts “ECCE · ANCILLA · DOMINI · FIAT · MICHI · SCDM · VBV · TVVM ·” (ecce ancilla Domini fiat mihi secundum verbum tuum) luc. 1:38.
Het werk wordt bewaard in het Museo Thyssen-Bornemisza in Madrid met als inventaris nr. 137.b (1933.11.2). Het was afkomstig uit de verzameling van de graaf van Menthon in het kasteel van Menthon-Saint-Bernard. M.J. Friedländer dateerde het werk tussen 1436-1440.
Grisaille was populair in de veertiende en vijftiende eeuw en werd beschouwd als een aparte artistieke discipline. Er waren twee types van grisaille in zwang, de eerste in schilderijen als imitatie van een sculptuur wat dan leidde tot een afbeelding in trompe-l'oeil. Het werk van Jan van Eyck is hiervan een perfect voorbeeld. De tweede variant kwam voor in de boekverluchting waar figuren geschilderd in grisaille geplaatst werden voor een in kleur geschilderde achtergrond.